# Messua pura
Messua pura là một loài nhện trong họ Salticidae.
Loài này thuộc chi Messua. Messua pura được Elizabeth Bangs Bryant miêu tả năm 1948.